# Dacrydium magnum
Dacrydium magnum är en barrträdart som beskrevs av De Laub.. Dacrydium magnum ingår i släktet Dacrydium, och familjen Podocarpaceae. IUCN kategoriserar arten globalt som nära hotad. Inga underarter finns listade i Catalogue of Life.